# Аркадаг (город)
Аркада́г (туркм. Arkadag) — город государственного значения, основанный в 2019 году. Находится на втором этапе строительства. Проектная численность населения составляет 64 086 человек.

## Наименование
Название нового города «Аркадаг» апеллирует к официальному титулу «Аркадаг» (либо «Герой-Аркадаг») второго президента Туркменистана Гурбангулы Бердымухамедова (2007—2022). Этот термин официально применяется только в отношении второго президента государства как гражданами Туркменистана, так и официальными лицами и абсолютно всеми государственными СМИ Туркменистана.

## География
Строительство города производилось на сельхозземлях, относящихся к селу Горджав (ранее: Коржоу) Гёктепинского этрапа (района) Ахалского велаята. Город Аркадаг задумывался как современный административный и социальный центр с развитой инфраструктурой. Территория нового города заполнила промежуток между селом Горджав и селом Аба Аннаев (ранее Чули). 20 декабря 2022 года село Аба Аннаев было включено в состав города Аркадаг и упразднено. Первая очередь строительства города имеет площадь 1002 га, всего в состав территории, административно подчинённой городу Аркадаг, включено 2370 га, исключённых из состава Гёктепинского этрапа (района) Ахалского велаята. Эта территория с юга и востока примыкает к внешней границе земель, входящих в состав Бюзмейинского этрапа (района) города Ашхабада.

## История
Осенью 2018 года президент Туркменистана Гурбангулы Бердымухамедов рассмотрел проектные предложения по строительству нового административного центра Ахалского велаята.
Постановление президента Туркменистана о строительстве нового административного центра Ахалского велаята датируется 4 марта 2019 года. Город официально был заложен президентом Гурбангулы Бердымухамедовым 10 апреля 2019 года.
Строительство города развернулось в 2020 году, к концу 2022 года значительная часть первой очереди строительства нового города находилась в продвинутой степени готовности.
20 декабря 2022 года было принято постановление Меджлиса Милли Генгеша Туркменистана «Об отнесении к категории города нового административного центра Ахалского велаята и присвоении ему наименования», этим же документом административный центр Ахалского велаята был перенесён в город Аркадаг.
18 марта 2023 года в составе территории города Аркадаг были образованы два административных района (этрапа) — Кяризек и Горджав.
23 марта 2023 года город Аркадаг был выведен из состава Ахалского велаята и получил статус города государственного значения, данный статус «города государственного значения» присвоен впервые в истории Туркменистана.
29 июня 2023 года состоялась официальная церемония открытия города Аркадага.

## Административное деление
18 марта 2023 года в составе территории города Аркадаг были образованы два административных района (этрапа) — Кяризек и Горджав. Образованию двух административных районов официально была дана следующая мотивация:
«С целью организации деятельности, осуществляемой в городе Аркадаг, в соответствии с международными критериями ведения градостроительной деятельности на высоком уровне, превращения города в один из международных центров, увеличения числа городских жителей, его динамичного развития в будущем, расширения его территории, развития систем транспорта, промышленности, торговли, услуг, науки и образования, здравоохранения, строительства, принимая во внимание значимый характер осуществляемых в городе проектов, важность мероприятий, которые будут проведены на международном уровне»

## Застройка города

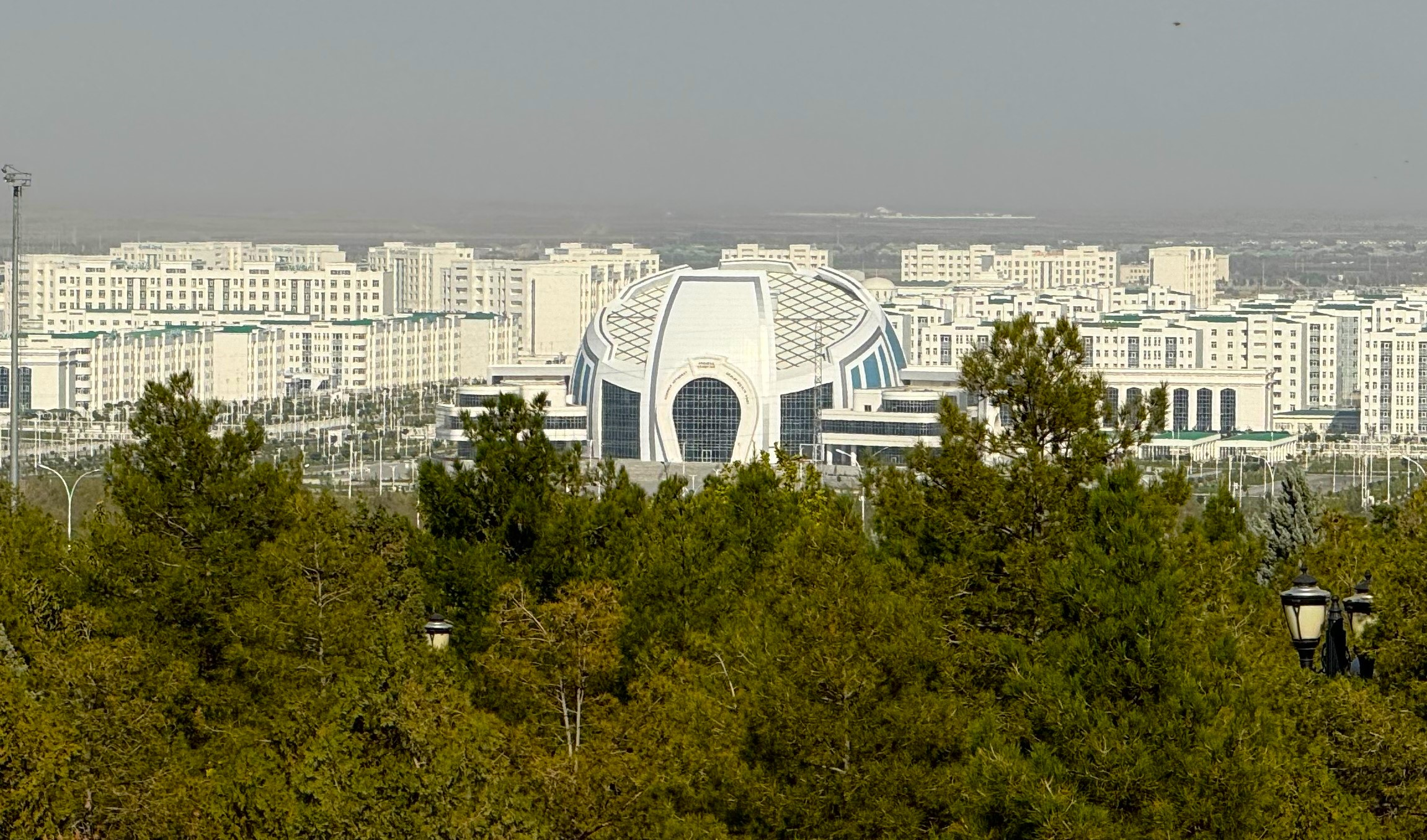
Вид на г. Аркадаг

Застройка первой очереди города производилась одновременно на площади 1002 га. Первая очередь включает в себя 336 объектов, в том числе:
- административные здания хякимлика (мэрии)
- административное здание общественных организаций
- флагшток Государственного флага
- монумент «Ахал»
- Ахалский конный цирк
- Научно-производственный центр коневодства
- дворец Рухыет
- Ахалская велаятская библиотека имени Довлетмаммеда Азади
- центр свадебных торжеств туркм. Bagt köşgi
- Государственный драматический театр имени Амана Гулмаммедова
- музей
- здания учреждений Ахалского велаята и правоохранительных органов
- филиалы банков
- детский оздоровительно-реабилитационный центр
- дом здоровья
- онкологический центр на 150 мест
- центр охраны здоровья матери и ребенка на 150 мест
- многопрофильная больница на 350 мест
- центр скорой помощи
- Международная академия коневодства
- 4 общеобразовательные школы на 720 мест каждая
- 4 средние профессиональные школы (педагогические и медицинские)
- 10 детских садов на 320 мест каждый
- многопрофильный спортивный комплекс
- спортивный центр
- стадион на 10 000 мест
- 258 двух-, пяти-, семи- и девятиэтажных жилых зданий
- 19 магазинов
- 3 дома быта
- гостиница
- торгово-развлекательный центр
- зона отдыха
- статуя коня Акхана

## Спорт
В городе есть свой футбольный клуб под названием «Аркадаг».

## Города-побратимы
- Казань (с 2023 года)[12]
- Телави (с 2023 года)[12]
- Худжанд (с 2024 года)